# Дальняя Быньга
Да́льняя Быньга́ — малая река на Среднем Урале, протекающая в северной части Невьянского района Свердловской области, левый приток Нейвы. Длина водотока составляет 15 километров.
Дальняя Быньга вытекает из Карасьего озера. Кроме того, в верхнем течении реки также расположены проточное Глухое озеро и окружающее его одноимённое болото. Дальняя Быньга течёт по пологой лесистой местности с северо-востока на юго-запад, поворачивая на юг. В черте села Быньги впадает в Нейву в 231 км от устья последней. Чуть выше по течению Нейвы в неё также в пределах села впадает Ближняя Быньга.

## Данные водного реестра
По данным государственного водного реестра России, Дальняя Быньга относится к Иртышскому бассейновому округу, речному бассейну Иртыша, речному подбассейну Тобола. Водохозяйственный участок — Реж (без реки Аять от истока до Аятского гидроузла) и Нейва (от Невьянского гидроузла) до их слияния.
Код объекта в государственном водном реестре — 14010501812111200006372.